# بيتون مانينغ
بيتون ويليامز مانينغ (بالإنجليزية: Peyton Manning)‏ (من مواليد 24 مارس 1976) هُو لاعب سابق في مَركَز الوسط في كرة القدم الأمريكية،  لعب في الدوري الوطنيّ لكرة القدم (NFL) لثمانية عشر موسمًا، ويُعتبر من أعظم لاعبي الوسط في كلّ العصور، لعب 14 موسمًا مَع فَرِيق إنديانابوليس كولتس، وأربعة مواسم مَع دنفر برونكوز، وَهُو أحد أَكثَر لاعبي اِتِحَاد كُرَة القدم الأميركي شهرة،  والده هُو بطل الدوري الاميركي للمحترفين ارشي مانينغ، وشقيقه الأكبر إيلي مانينغ لاعب وَسَط سابق في اِتِحَاد كُرَة القدم الأميركي، لعب كُرَة القدم الجامعيَّة في جامعة تينيسي، وفاز معها في «بطولة SEC» عام 1997 وحصل على جوائز وكُرم كأفضل لاعب.
أختاره «كولتس» لأول مرَّة بشكل عام في مسودة اِتِحَاد كُرَة القدم الأمريكيَّة لعام 1998، ولعب كلاعب وَسَط من 1998 إلى 2010، وساعد في تحويل امتياز كولتس المتعثرة إلى متنافسين متسقين في البلاي أوف، ممَّا قادهم إلى 11 جولة فاصلة، وثمانية ألقاب دوريات، وثلاث مباريات في بطولة الاتِحاد الآسيوي، وظهوران في سوبر بول، ولقب بطولة وَاحِد في «سوبر بول XLI»، حصل مانينغ على بجائزة «سوبر بول أفضَل لاعب» أَثناء غيابه عَن موسم اللُّعَب عَندَمَا خضع لعملية جراحية في الرقبة في موسم 2011، تخلى مانينغ عَن بيتون ولعب مَع «برونكو» في مَركَز الوسط من 2012 إلى 2015، وساعدهم في انتزاع «ويست AFC» في كلّ موسم والظهور مرتان في «سوبر بول»، انتهت مسيرة مانينغ المهنيَّة بفوزه في سوبر بول 50، ممَّا جعله أول لاعب قورتربك يفوز بلقب «سوبر بول» لأكثر من امتياز وَاحِد.
يحمل مانينغ العديد من سجّلات دوري كُرَة القدم الأمريكيَّة، بِمَا في ذَلِك جائزة أفضَل لاعب قِيمَة في اِتِحَاد كُرَة القدم الأميركي (5)،  الظهور في برو بول (14)، مواسم مرور 4000 ياردة (14)،  ياردات لموسم وَاحِد (5,477 في 2013)،  والهبوط في موسم وَاحِد (55 في 2013). هُو مُرتَبِط أيضًا مَع سامي بو في مُعظم اختيارات «أل برو» للفريق الأول للوسط (7)، والثالث في تمرير الياردات (71,940) وتمرير الهبوط (539)، أُضيف لقاعة مشاهير كُرَة قَدَم الكليّات في عام 2017، وقاعة مشاهير محترفي كرة القدم في عام 2021.

## النشأة والتعليم
وُلد بيتون ويليامز مانينغ في 24 مارس 1976، وأكمل تعليمه الثانوي في مدرسة إيزيدور نيومان في «نيو أورلينز» بولاية لويزيانا، وقاد «فَرِيق غرينيس لكرة القدم» إلى الرقم القياسي 34-5 خِلال مواسمه الثلاثة،  وحصل على لقب غاتوريد لأفضل لاعب في العَام على المُستَوى الوطنيّ، وعلى «جائزة أفضَل لاعب هجوم في نادي كولومبوس (أوهايو)» في عام 1993،  وأرتدى القميص رقم 18 تكريمًا لشقيقه كوبر الَّذِي تخلى عَن كرة القدم بسبب تضيق العمود الفقري.

## الكلية
اختار مانينغ لعب كُرَة القدم الجامعيَّة لمتطوعي جامعة تينيسي بِقيادة المدرب فيليب فولمر،  بينما تفاجئ الكثير من المُعجبين بوالده أنَّه لَم يختار فَرِيق «أولي ميس ربلز» الّذِي لعب في والده، وتلقّى والديه العديد من المكالمات والرسائل الهاتفيَّة الغاضبة،  وسُرعان مَا حطم الأرقام القياسيّة برصيد 39 فوز من أصل 45 مباراة.

### موسم 1994
بدأَ مانينغ الموسم في مَركَز لاعب الوسط الثالث،  وَفِي المُباراة الافتتاحيّة للموسم، وَكَان من بَين ثلاثة لاعبين خرجوا من مقاعد البدلاء بَعد إصابة جيري كولكويت في الجولة السابعة من المُباراة، وَلَم يحرز أي هجوم،  وَبَعد أسبوعين أكمل مانينغ أول تمريرة جماعية لَه في مباراة خاسرة أمام فَرِيق فلوريدا جاتورز بنتيجة 31-0، وَفِي المُباراة الرابعة للموسم ضدَّ فَرِيق ولاية ميسيسيبي، أُصيب تود هيلتون وحل مانينغ محله،  خسر فَرِيق فولز بنتيجة 24-21، لكنّ مانينغ سجل «تاتش داون» (دَفع الكرة إلى مِنطَقَة نهاية الخصم) لمرتين،  وَفِي الأسبوع التالي ضدَّ «فَرِيق ولاية واشنطن» فاز فولز بنتيجة 10-9، وربحوا كَافّة مبارياتهم المُتبقية في الموسم باستثناء واحدة، وأنهوا الموسم 8-4 بانتصارهم على فَرِيق «تك فيرجينيا» بنتيجة 45-23. وأنهى موسمه الجَمَاعِي الأول باجتياز 89 من 144 لمسافة 1141 ياردة، و11 تاتش داون، وستة اعتراضات.

### موسم 1995
اِفتَتَح مانينغ وفولز موسم 1995 بانتصار الفَرِيق على «شَرق كارولينا» وجورجيا،  وَفِي مباراته مَع فلوريدا، اجتاز مانينغ مسافة 326 ياردة وسجل 2 «تاتش داون»، وتقدَّم فولز 30-21 في الشوط الأول، وَفِي الشوط الثاني تفوق جاتورز 41-7 وفاز بنتيجة 62-37. وكانت الخسارة الوحيدة لفولز في الموسم، حيثُ فازوا بالمُباريات المُتبقية البالغ عددها 8 مباريات، ومنها فوز فولز على ألاباما بنتيجة 41-14،  وهزم فولز ولاية أوهايو بنتيجة 20-14 في سيترس بول. وأنهى فولز الموسم في المرتبة الثالثة، وحصل على المَركَز السادس في تصويت كأس هيزمان. وأنهى مانينغ موسمه الثاني باجتياز مسافة 2954 ياردة، وتسجيل 22 تاتش داون، وأربعة اعتراضات.

### موسم 1996
اِفتَتَح فولز موسم 1996 في المرتبة الثانيَّة خلف نبراسكا،  وفاز في أول مباراتين أمام «جامعة نيفادا في لاس فيغاس» و«جامعة كاليفورنيا في لوس أنجلس»، وخسر أمام فلوريدا بنتيجة 35-29، وسجل مانينغ أربع اعتراضات،  وفاز بعدها بأربعة مباريات تالية، قَبل أن يهزمه فَرِيق «ممفيس» في مباراة سجل فِيهَا اجتياز 296 ياردة،  وفاز فولز بالمُباريات المُتبقية كَامِلَة، مِنهَا فوزهم بنتيجة 48-28 في سيترس بول على «فَرِيق نورث ويسترن» واجتاز مانينغ فِيهَا مسافة 408 ياردة وسجل أربع «تاتش داون»، وحصل على لقب «أفضَل لاعب»،  وأنهى مانينغ موسم 1996 باجتياز 3287 ياردة، وتسجيل 20 تاتش داون، و12 اعتراض. وحصل فولز على المَركَز الثامن في تصويت كأس هيزمان. فيمَا أكمل مانينغ شهادته في ثلاث سنوات للحصول على بكالوريوس الآداب في الاِتِصَال الكلامي. وقرر البقاء في تينيسي في سنته الأخيرة.

### موسم 1997
اِفتَتَح مانينغ وفولز الموسم بتسجيل انتصارًا على «تكساس تك»، و«فَرِيق جامعة كاليفورنيا»، وخسر فولز أمام فلوريدا بنتيجة 33-20 للمرة الثالثة،  وفاز فَرِيق فولز ببقية مباريات الموسم العادية، وتقدموا إلى مباراة «بطولة إس إي سي» ضدَّ أوبورن،  وقاد مانينغ فولز للفوز بنتيجة 30-29، واجتاز 373 ياردة وسجل أربعة تاتش داون، وحصل على «جائزة أفضَل لاعب في اللعبة»،  وَفِي مباراة البُطولة الوطنيَّة خسر فولز أمام نبراسكا بنتيجة 42-17، وسجل مانينغ أَكثَر من 400 ياردة.
فاز مانينغ بالعديد من الجوائز مِنهَا جائزة ماكسويل، وجائزة ديفي أوبراين، وجائزة جوني يونيتا، ووجائزة أفضَل لاعب جامعي إيسبي،  وحصل على المَركَز الثاني لتشارلز وودسون في تصويت كأس هيزمان لعام 1997،  أنهى مانينغ موسمه الأخير في ولاية تينيسي باجتياز 3819 ياردة وتسجيل 36 تاتش داون و11 اعتراض. أَثناء تواجده في جامعة تينيسي تفوق مانينغ أكاديميًا وانتُخب لعضوية «أوميكرون دلتا كابا»،  وجمعية فاي بيتا كابا في 1997. وحصل على جائزة «الباحث الوطنيّ الرياضي» من المؤسسة الوطنيَّة لكرة القدم.

### ادعاءات سوء السلوك الجنسي
وجهت لَه اِتِهامات بالاِعتِداء الجنسيّ في عام 1996 أَثناء التحاقه بجامعة تينيسي، حيثُ اتهمته المدربة «جيمي آن نوجرايت» بأنَّه ضغط على أعضائه التناسليّة على وجهها أَثناء فحصها لقدمه، بينما أدعى مانينغ أنَّها كَانَت مجرد مزحة عَن طَرِيق المُقامرة مَع «مالكولم سكسون»، والّذِي نفى بدوره هَذِه القصة،  قدمت نوجرايت قَائِمَة تضم 33 شكوى بِشَأن المدرسة، واستقالت مِنهَا،  وَفِي 2002 رفعت دَعوَى تشهير ضدَّ مانينغ وثلاثة أطراف أُخرى في عام 2002، حيثُ أدعت أن مانينغ أساء لَهَا في كتابه، وحُلت القضية عبر تسوية لَم يُكشف عَن تفاصيلها.

### مرتبة الشرف ما بعد الكلية
حصل مانينغ على عضوية «قاعة المشاهير بولاية تينيسي» في عام 2016،  وحصل على «لقب تينيسي» لعام 2016 من قَبل «قاعة مشاهير الرِياضَة في تينيسي»،  وحصل على عضوية «قاعة مشاهير كُرَة القدم بالكليَّة» في عام 2017،  وانضم إلى والده آرتشي في قاعة المشاهير ممَّا جعلهما أول أب وابن ثنائي في قاعة المشاهير.

## مسيرة مهنية
| 1.96 متر                              | 104 كجم | 0.80 متر | 0.26 متر | 4.80 ثانية | 28 |
| كل القيم من اتحاد كرة القدم الأميركي. |         |          |          |            |    |

اختار إنديانابوليس كولتس مانينغ في قرعة مسودة كُرَة القدم الأميركي لعام 1998،  وبدأ مسيرته كمبتدئ، ولعب مَع كولتس لثلاثة عشر موسمًا كاملًا، قَبل إصابته في رقبته، وخسارته لموسم 2011،  وَبَعد التعافي من إصابته تركه كولتس، وانضم مانينغ لنادي دنفر برونكوز وبدأ اللُّعَب معه من موسم 2012،  ولعب معه 17 موسمًا في دوري كُرَة القدم الأمريكيَّة.
يُعتبر مانينغ من أعظم لاعبي الوسط في دوري كُرَة القدم الأمريكيَّة في كلّ العصور،  وقد حصل على لقب «اللاعب الأكثر قِيمَة في اِتِحَاد كُرَة القدم الأميركي» خمس مرات، وَهُو رَقم قِيَاسيّ، وتمَّ اختياره في «باول برو» لأربعة عشر مرة، واحتفظ بسجل الدوري في تمريرات الهبوط الوظيفي من 2014 إلى 2019، وسجل التمريرات المهنيَّة من 2015 إلى 2018، وَهُو لاعب الوسط الوحيد في تَارِيخ اِتِحَاد كُرَة القدم الأميركي الّذِي ظهر في أربع «سوبر بولز» مَع مدرب رَئِيسيّ مختلف في كلّ مرة.

### مانينغ باول
لعب بيتون وإيلي مانينغ ضدَّ بعضهما البعض ثلاث مرات في الموسم العادي خِلال مسيرتهما الاحترافية، ويُطلق على هَذِه اللقاءات «مانينغ باول»،  وحققت فرق بيتون (مرتين مَع كولتس، ومرة مَع برونكوز) الرقم القياسي 3-0 على فرق إيلي (ثلاث مباريات مَع نيويورك جاينتس). أُقيمت أول مباراة «مانينغ باول» في 10 سبتمبر 2006، حيثُ بيتونز كولتس عمالقة إيلي بنتيجة 26-21،  وأقيمت المُباراة الثانيَّة في 19 سبتمبر 2010 وفيها فاز بيتون على فَرِيق إيلي مرَّة أُخرى بنتيجة 38-14. وأقيمت المُباراة الثالثة والأخيرة في 15 سبتمبر 2013، عَندَمَا تغلب بيتون وبرونكو على عمالقة إيلي بنتيجة 41-23،  وقد واجهوا بعضهم البعض مرتين في برو بول، في عاميّ 2009 و2013.

### التقاعد

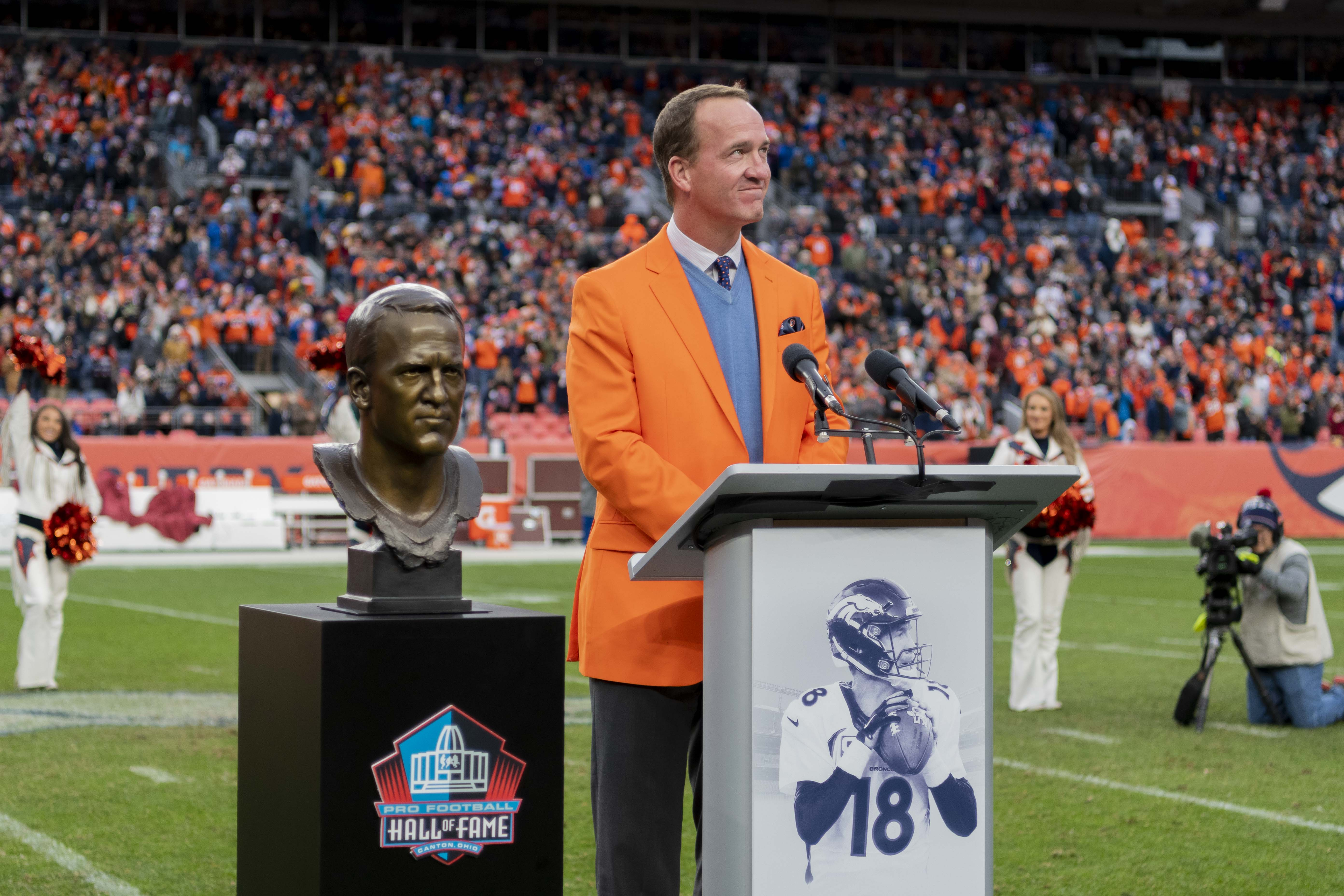
تم إدخال مانينغ في قاعة مشاهير دنفر برونكو في عام 2021

أعلن مانينغ اعتزاله في 7 مارس 2016 بَعد 18 موسمًا،  وكانت كلماته الأخيرة في خطاب التَّقاعُد «لقد قاتلت في معركة جَيِدَة، وأنهيت سباق كُرَة القدم الخاصّ بي وَبَعد 18 عامًا، حان الوَقت بارك الله بكم جميعًا وبارك الله في كُرَة القدم»،  وحصل مانينغ على «جائزة ESPY» (جائزة التميز في الأداء الرياضي السنوية) لعام 2016،  وقد حصل خِلال مسيرته على تسع جوائز للتميز في الأداء الرياضيه.
في 7 أكتوبر 2017 في احتفال حضره مئات المشجعين، كُشف النقاب عَن تمثال برونزي لمانينغ خارج مَلعَب لوكاس أويل، وأُعتبر من أعضاء «قاعة مشاهير إنديانابوليس كولتس».
في 6 فبراير 2021 أصبَح مانينغ عضوًا في قاعة مشاهير محترفي كرة القدم،  وناقشت اللَّجنَة قرار اختياره في 13 ثانية فقط،  وَفِي 9 يونيو 2021 أُنتخب بالإجماع في قاعة مشاهير دنفر برونكوز،  وقاعة مشاهير البرونكو في 31 أكتوبر 2021.

## إحصائيات الدوري الوطنيّ

### السجلات
يمتلك مانينغ عددًا من السجلات المهنيَّة الفردية:
- أول لاعب وَسَط يسجل 200 انتصار مهني (التصفيات والموسم العادي) [106]
- أَكثَر اجتيازات «تاتش داون» (دَفع الكرة إلى مِنطَقَة نهاية الخصم) خِلال موسم واحد: 55 (2013)[107]
- أَكثَر اجتياز لمسافة 4000 ياردة على الأقل خِلال موسم واحد: 14 (1999–2004, 2006–2010, 2012–2014)[108]
- اللاعب الأكثر اجتيازًا خِلال موسم واحد: 5,477 ياردة (2013)[109]
- أَكثَر مواسم متتابعة بِمَا لَا يقل عَن 20 اجتياز تاتش داون: 13 (1998–2010)[110]
- أَكثَر مواسم متتابعة بِمَا لَا يقل عَن 25 اجتياز تاتش داون: 13 (1998–2010)[108]
- أَكثَر مباريات ذَات تصنيف تمرير مثالي: 4.[111]
- أَكثَر مباريات متتابعة مُنذ بداية المنهة: 208.[110][112]
- أَكثَر مباريات متتابعة بِمَا لَا يقل عَن 2 اجتيازات تاتش داون: 15 (2013-2014)[113]
- أَكثَر مباريات متتابعة بِمَا لَا يقل عَن 4 اجتيازات تاتش داون: 5 (7–11, 2004)[114]
- أَكثَر مباريات بِمَا لَا يقل عَن 4 اجتيازات تاتش داون خِلال موسم واحد: 9 (2013)[114]
- لاعب وَسَط بِمَا لَا يقل عَن 6 اجتيازات تاتش داون في ثلاث مباريات[115]
- لاعب وَسَط بِمَا لَا يقل عَن سبعة اجتيازات تاتش داون في مباراة واحدة.[116]
- اعلى مُعَدّل اجتياز خِلال مسيرته (150 اجتياز تاتش داون): 2.046 [110]
- أعلى نسبة إِنجاز للاعب وَسَط في شهر وَاحِد في تَارِيخ الدوري الوطنيّ لكرة القدم (75 محاولة): 81.8% (ديسمبر 2008)[110]
- لاعب وَسَط بسبعة مواسم متتالية بأكثر من 12 فوز كمبتدئ (2003–2009)
- لاعب وَسَط تصدر خمس انتصارات متتالية في الرُبع الرابع (7–11, 2009)[117]
- أول لاعب وَسَط يهزم الفرق الـ 31 الأُخرى خِلال الموسم العادي (حقَّقَ السجل توم برادي في اليوم نَفسُه، وَكَذَلِك بريتو فافر في الأسبوع التالي)[118]
- الأكثر من حيثُ عدد الجوائز: 5 (2003–2004, 2008–2009, 2013)

## الجوائز والتكريمات
الدوري الوطنيّ لكرة القدم

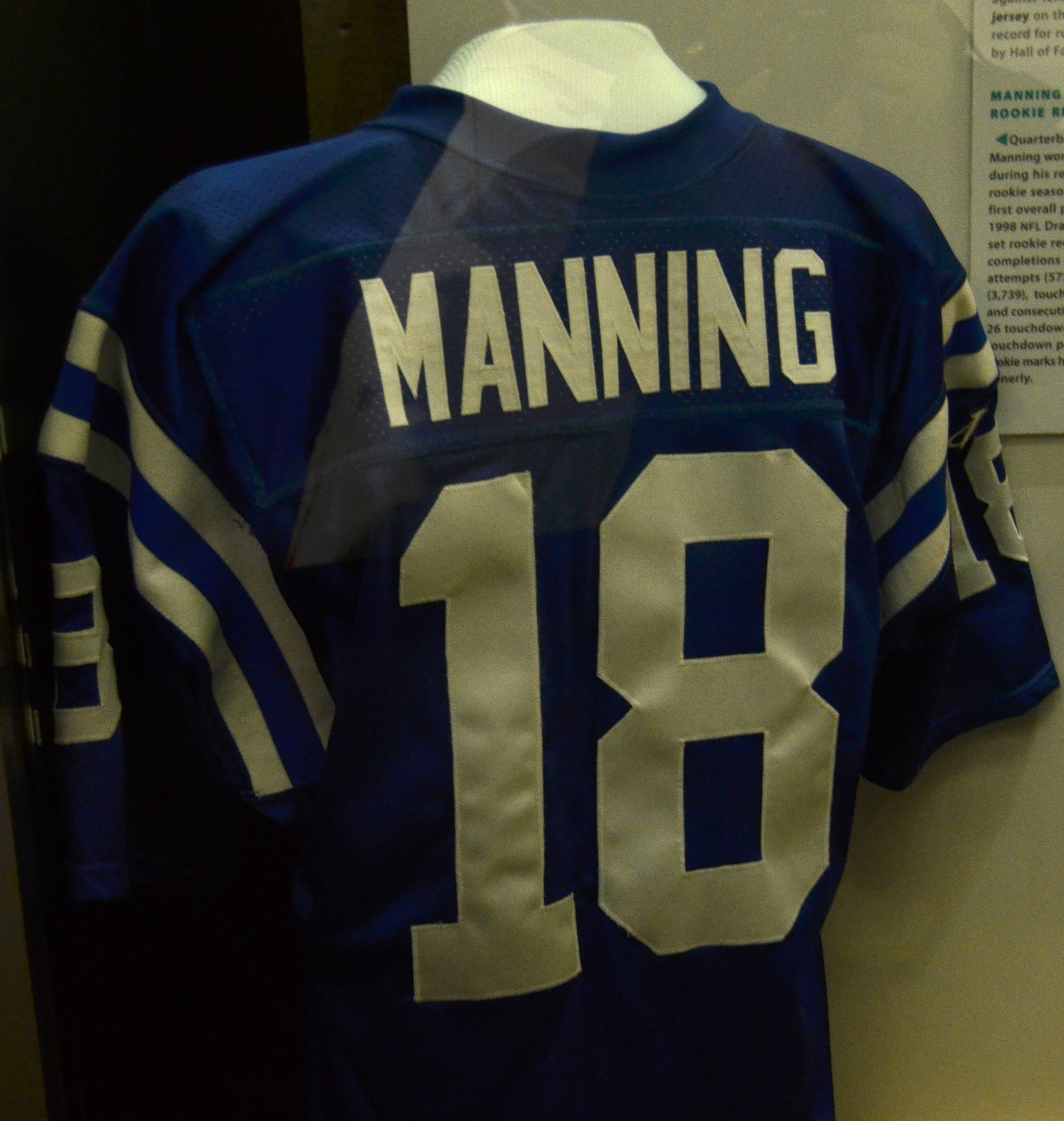
تم عرض قميص مانينغ رقم 18 في قاعة مشاهير كرة القدم للمحترفين

- بطل سوبر بول مرتين (سوبر بول XLI، و50)
- «جائزة اللاعب الأكثر قِيمَة في الدوري الوطنيّ لكرة القدم» خمس مرات (2003، 2004، 2008، 2009، 2013) [119]
- أفضَل لاعب هجوم في دوري كُرَة القدم الأمريكيَّة مرتين (2004، 2013) [119]
- 14 مرَّة برو بول (1999-2000، 2002-2010، 2012-2014) [120]
- سَبعَ مَرَّات «أول فَرِيق أول برو» (2003-2005، 2008-2009، 2012-2013) [121][122][123]
- فائز مرتين بجائزة بيرت بيل (2003-2004) [124]
- 1998 فَرِيق All-Rookie الأول في الدوري الوطنيّ لكرة القدم [110]
- 2005 جائزة والتر بايتون رجل العَام [125]
- 2005 جائزة بايرون «ويززر» وايت الإنسانيَّة [110]
- 2005 «جائزة اللاعب الأكثر قِيمَة في برو بول» [126]
- 2007 أفضَل لاعب في سوبر بول [127]
- 2012 عودة لاعب العَام في الدوري الوطنيّ لكرة القدم

الرابِطَة الوطنيَّة لرياضة الجامعات
- 1997 كونجرسس جَمِيع الأمريكيين

قاعات المشاهير
- قاعة مشاهير كلية كُرَة القدم (فئة 2017) [128]
- مجند محترف في قاعة مشاهير محترفي كُرَة القدم (فئة 2021) [129]

وَسَائِل الإعلاَم
- المصور الرياضي رياضي العَام 2013
- الفائز بجائزة التميز في الأداء الرياضي السنويَّة خمس مرات:
  - أفضَل لاعب في دوري كُرَة القدم الأمريكيَّة ثلاث مرات - 2004، 2005، 2014 [58][130][131]
  - أفضَل أداء بطولة في 2007
  - الفَرِيق المتميز (مَع إنديانابوليس كولتس) في 2007

## الحياة الشخصية

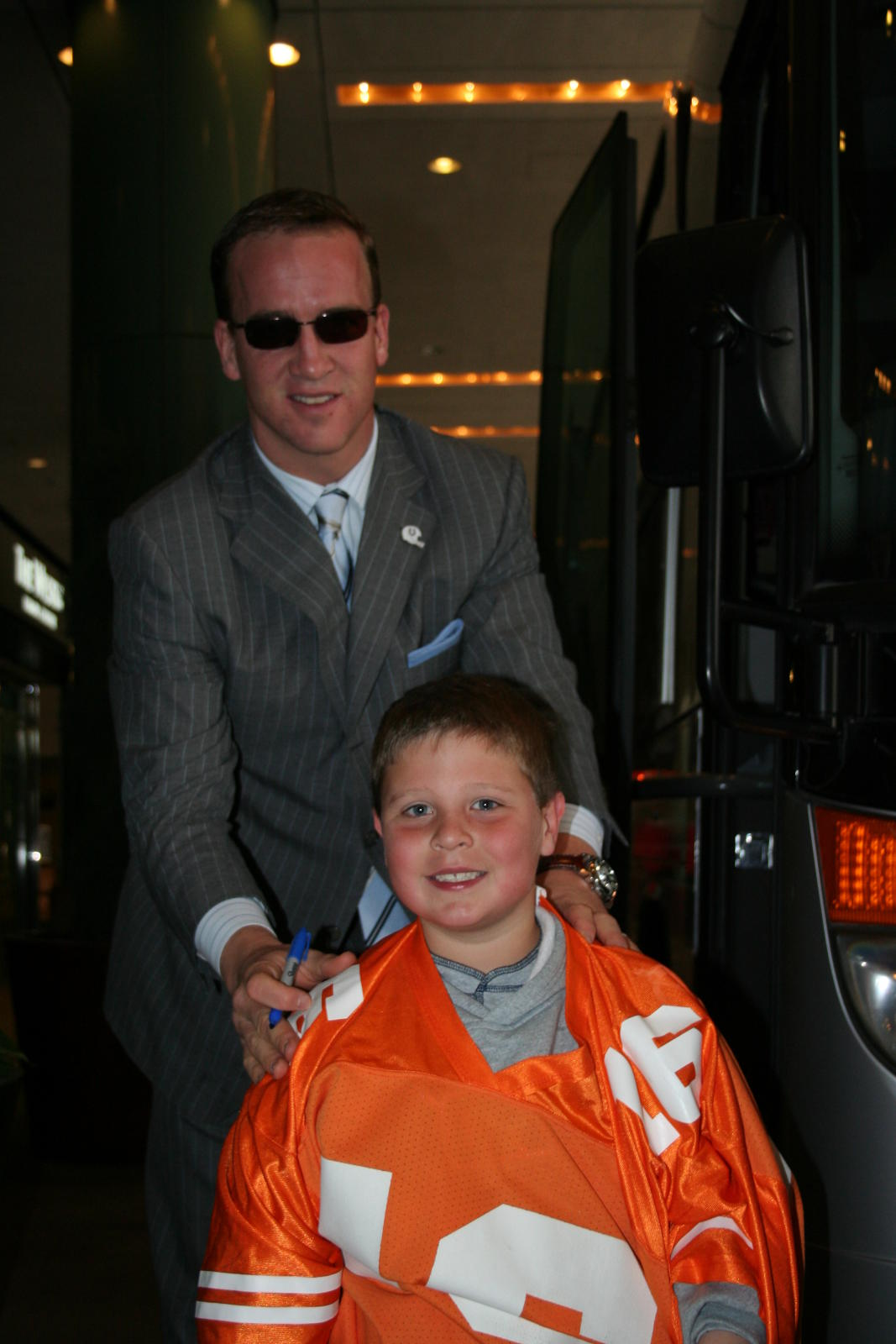
مانينغ في عام 2006

وُلد مانينغ في نيو أورلينز بولاية لويزيانا، والدته «ني ويليامز»، ووالده لاعب الوسط السّابِق في اِتِحَاد كُرَة القدم الأميركي آرشي مانينغ، وشقيقه إيلي مانينغ بطل سوبر بول مرتين،  وقد وُصفت عائلة مانينغز «بالعائلة المالكة» لكرة القدم.
تزوج مانينغ من زوجته «أشلي» في ممفيس في يوم القديس باتريك عام 2001، حيثُ تعرفت عليه بَعد تخرجها من جامعة فيرجينيا، ولدى الزوجين توأمان ولدا في 31 مارس 2011، وهما «مارشال ويليامز»، و«موسلي طومسون»،  وَهُو مسيحي،  وَيُقِيم برفقة عائلته في دنفر بولاية كولورادو.
خِلال فصل الصيف، يدير برفقه زوجته أشلي وشقيقه إيلي وشقيقه الأكبر كوبر «أكاديميَّةً مانينغ باسينج» وَهُو معسكر تدريبي لخمسة أيام يهدف لتحسين المهارات للاعبي كُرَة السلة،  وقد ضمت الأكاديميّة عدَّة لاعبين بارزين من كُرَة القدم عملوا كمدربين ومنهم مارفن هاريسون وريغي واين.
شَارَك مانينغ مَع والده آرشي في تأليف كتاب بعنوان "مانينغ: أب وأبناؤه وإرث كُرَة القدم - (بالإنجليزية: Manning: A Father, His Sons and a Football Legacy)‏"، والّذِي صدر في عام 2000. يُغطي الكتاب حياة ومهن آرشي وكوبر ومانينغ ومسيرتهم المهنيَّة، ويُقيم كُرَة القدم من وجهة نظر آرتشي ومانينغ. وكتب مانينغ عَن «جيمي آن نوريت» الّتِي اتهمته بالتحرش الجنسيّ، وذكر أنَّها لَهَا «فم مبتذل»، ووصف سلوكه تجاهها بأنَّه ربما يكون فظًا، لكنّه غير ضار،  وَبَعد ذَلِك رفعت نوريت دَعوَى قضائيَّة عليه بتهمة التشهير، وَفِي 2003 حُل الخلاف بتسوية غير معلنة، وأمرت المحكمة بِعَدَم الحديث عَن التسوية أو عَن بعضهما البعض.
قال مارك كيسلا كاتب العمود الرياضي لصحيفة «دنفر بوست» حول خطط مانينغ المستقبليَّة، إن صافي ثَروَة مانينغ تقدر بأكثر من 150 مليُون دُولَار،  تبرع مانينغ بنحو 8 ألف دُولَار لسياسيين جمهوريين، من بَينِهُم فريد تومبسون وبوب كوكر والرّئِيس السّابِق جورج دبليو بوش،  وَخِلَال السباق الرئاسي 2016 ساهم مانينغ في حملة جيب بوش،  وَفِي 26 أكتوبر 2012 اشترى مانينغ 21 متجرًا من متاجر بابا جونز بيتزا في كولورادو،  وباعها في فبراير 2018.
تُقَدَم جامعة تينيسي «منحة بيتون مانينغ» للطلاب الجدد، تكريمًا لَه.

### أعمال أخرى
يُنسب إلى مانينغ المُساعدة في تَحسِين صورة مَدِينَة إنديانابوليس،  حسب أمين «متحف ولاية انديانا»،  وأصبح من أَكثَر لاعبي اِتِحَاد كُرَة القدم الأميركي قَابِلِيّة للتسويق، وظهر في الكثير من الإعلانات التلفزيونيَّة والمطبوعة لرعاة اِتِحَاد كُرَة القدم الأميركي.
في 24 مارس 2007 استضاف «بَرنامَج ساترداي نايت لايف» على إن بي سي (الموسم 32، الحلقة 16) مانينغ في عيد ميلاده الحادي والثَّلاثين، وحصلت الحلقة على أعلى تصنيف للأسر في البَرنامج مُنذ أَكثَر من 10 أشهر،  وظهر مرَّة أُخرى في البَرنامج ذاته في عام 2008، ومرة أُخرى في العرض الخاصّ بالذكرى السنويَّة الأربعين لِبَرنامَج ساترداي نايت لايف في 2015.
في 27 مايو 2007 لوح مانينغ بالعلم الأخضر لانطلاق سباق إنديانابوليس 500 رقم 91،  وقاد السيارة السريعة خِلال سباق دايتونا 500 في 18 فبراير 2018،  وَكَان ضيفًا في سباق فوكس ناسكار، 
وَكَان ضيفًا في بَرامِج أُخرى ومنها السلسلة الوثائقية «أَمَاكِن بيتون»،  وبرنامج "Monday Night Football".

### الإحسان

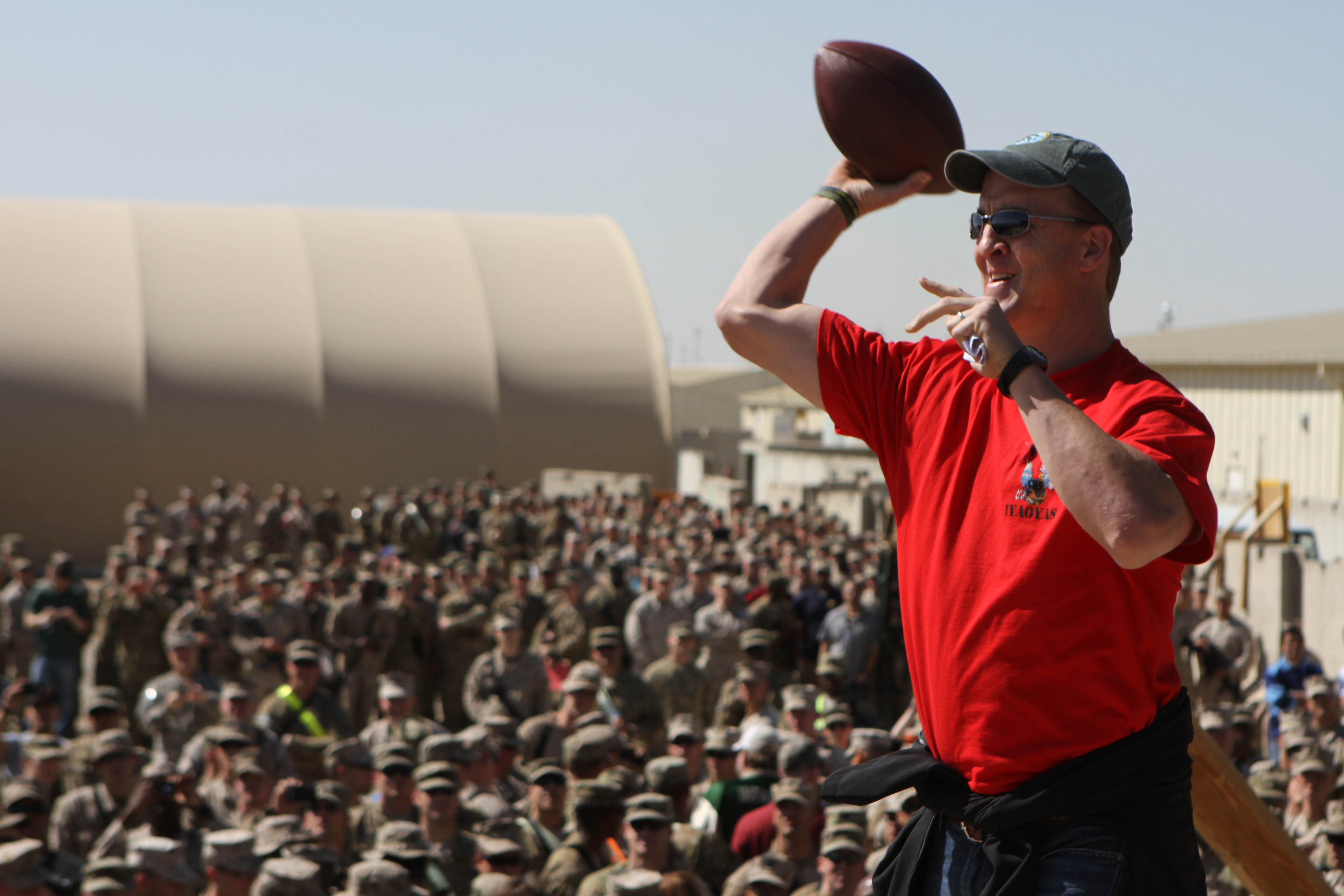
مانينغ في عام 2013

بَعد وَقت قصير من بدء مسيرته في اِتِحَاد كُرَة القدم الأميركي، بدأَ مانينغ جمعيته الخيرية «بي باك»، الَّتِي تهدف لمساعدة الأَطفَال المحرومين، وتُركَّزَ جُهُودِهَا في لويزيانا وتينيسي وانديانا وكولورادو. ولعمله مَع المؤسسة حصل على جائزة «صموئيل بيرد» لأفضل خِدمَة عامة.
تطوع مانينغ وشقيقه إيلي في أعقاب إعصار كاترينا، وساعدوا في توصيل الماء، وحليب الأَطفَال، وحفاضات الأَطفَال، والوسائد إلى سكان نيو أورلينز،  وَفِي سبتمبر 2007 أعادت مستشفى سانت فنسنت في إنديانابوليس تسمية مستشفى الأَطفَال التابع لَهَا إلى «مستشفى بيتون مانينغ لِلأَطفَال»، وتبرع مانينغ وزوجته بمبلغ لَم يكشف عَنه لسانت فنسنت.

## وصلات خارجية
- بيتون مانينغ على موقع IMDb (الإنجليزية)
- بيتون مانينغ على موقع الموسوعة البريطانية (الإنجليزية)
- بيتون مانينغ على موقع ميوزك برينز (الإنجليزية)
- بيتون مانينغ على موقع إن إن دي بي (الإنجليزية)
- بيتون مانينغ على موقع قاعدة بيانات الفيلم (الإنجليزية)
- بيتون مانينغ على موقع إي إس بي إن.كوم (أن.أف.أل)3
- بيتون مانينغ على موقع مرجع كرة القدم المحترفة.كوم (الإنجليزية)
- بيتون مانينغ في قاعدة بيانات الأفلام على الإنترنت